# Délégué permanent ou non permanent
Le délégué permanent ou non permanent est, dans le droit du travail en France jusqu'en 2016, une personne mandatée par une organisation syndicale et habilitée par l'ancien Code du travail à assister les salariés devant le Conseil de prud'hommes. 
Dans ce cas, il doit être muni à la fois d’un pouvoir écrit de la part du salarié et d’un mandat provenant de son organisation syndicale.
Il est remplacé à compter du 1er août 2016 par le défenseur syndical,. 